# Zingel streber
Espèce
Statut de conservation UICN

 LC  : Préoccupation mineure
Zingel streber est une espèce de poissons qui fait partie du genre Zingel, dans la famille des Percidae. Ce poisson d'eau douce se rencontre dans le bassin du Danube, de la Bavière à la mer Noire, ainsi que dans le bassin versant du Vardar.